# Paper Route Frank
Paper Route Frank ist das achte, postum erschienene Studioalbum des amerikanischen Rappers Young Dolph. Es wurde am 16. Dezember 2022 von Paper Route Empire veröffentlicht. Unter den Features befinden sich Key Glock, Gucci Mane, 2 Chainz, Big Moochie and Snupe Bandz. Unter den Produzenten des Albums sind: Bandplay, Don Deal, Drumma Boy, Sosa 808, Triple G TY, Ceoo and Squeeky.

## Hintergrund
Young Dolph wurde am 17. November 2021 aus einem vorbeifahrenden Autos heraus erschossen und erlag wenig später seinen Verletzungen. Das Album Paper Route Frank erschien am 16. Dezember 2022 posthum.

## Titelliste
| Nr.          | Titel                 | Autor(en)                                            | Produzent    | Länge |
| ------------ | --------------------- | ---------------------------------------------------- | ------------ | ----- |
| 1.           | Love for the Streets  | Adolph Thornton, Jr.                                 | Dun Deal     | 3:06  |
| 2.           | Blind Fold            | Adolph Thornton, Jr.                                 | Band Play    | 3:25  |
| 3.           | Woah                  | Adolph Thornton, Jr.                                 | Sosa 808     | 1:57  |
| 4.           | Uh Huh                | Adolph Thornton, Jr.                                 | Band Play    | 1:52  |
| 5.           | That’s How            | Adolph Thornton, Jr., Key Glock                      | Bandplay     | 2:59  |
| 6.           | Old Ways              | Adolph Thornton, Jr.                                 | Bandplay     | 3:10  |
| 7.           | Roster                | Adolph Thornton, Jr., Gucci Mane                     | Bandplay     | 2:44  |
| 8.           | Smoke My Weed         | Adolph Thornton, Jr.                                 | Drumma Boy   | 2:50  |
| 9.           | Always                | Adolph Thornton, Jr.                                 | Ceoo         | 2:55  |
| 10.          | Beep Beep             | Adolph Thornton, Jr., 2 Chainz                       | Squeeky      | 3:32  |
| 11.          | Hall of Fame          | Adolph Thornton, Jr.                                 | Triple G TY  | 3:58  |
| 12.          | Infatuated with Drugs | Adolph Thornton, Jr., Big Moochie Grape, Snupe Bandz | Bandplay     | 3:11  |
| 13.          | Get Away              | Adolph Thornton, Jr.                                 | Sosa 808     | 3:01  |
| Gesamtlänge: | Gesamtlänge:          | Gesamtlänge:                                         | Gesamtlänge: | 38:46 |